# Tempelprostitution

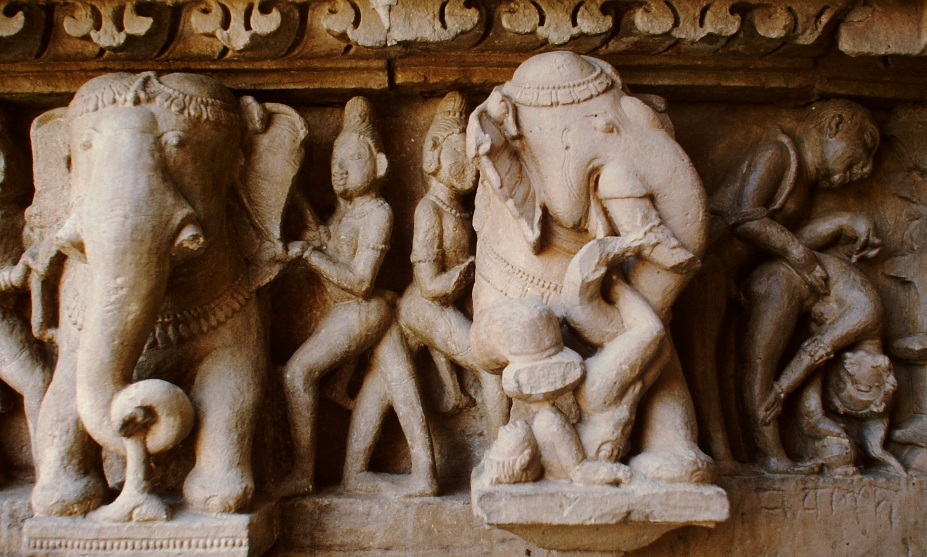
Erotisch-sexuelle Szene am Lakshmana-Tempel im Tempelbezirk von Khajuraho – Die männliche Figur rechts des Elefanten ist durch eine über die Schulter hängende Schnur als Brahmane gekennzeichnet; als Beweis für die oftmals angenommene Tempelprostitution in Indien kann sie jedoch nicht dienen.

Tempelprostitution oder kultische Prostitution ist eine im Altertum vor allem in Indien (→Devadasis), Ägypten, Babylonien (Ištar-Kult), Lydien, Numidien und auf Zypern vermutete Form des kultischen Geschlechtsverkehrs von Priesterinnen oder Tempeldienerinnen, meist einer Gottheit der sexuellen Liebe. 
Nachdem die Existenz dieser Institution von der Wissenschaft lange Zeit als gegeben angenommen wurde, wird sie im 21. Jahrhundert in Frage gestellt.

## Historische Belege
Die Bibel berichtet mehrfach von Tempelprostitution in antiken Kulten. Die Königsbücher berichten mehrfach davon, dass diese Praxis in anderen Kulten üblich war, so zum Beispiel in 1 Kön 14,24  oder 2 Kön 23,7 . Dem Volk Israel wird diese Tradition nach Dtn 23,18  explizit verboten.
Von Tempelprostitution ist des Weiteren expressis verbis nur in griechischen Texten die Rede. Herodot (Historien 1, 199) berichtet, dass eine Babylonierin der Perserzeit sich einmal im Leben zu Ehren der Mylitta einem Fremden gegen Geld hingeben müsse. Nach Strabon, Athenaios und Pindar gab es in Griechenland Prostitution von Tempelsklavinnen im Tempel der Aphrodite in Korinth. Strabon, Ovid und Diodor beschreiben Hierodulen im Kult der Aphrodite von Eryx auf Sizilien, der Ausstrahlung bis nach Rom gehabt haben soll.

## Deutung
Von der Religionswissenschaft wurde die Existenz der Tempelprostitution vorausgesetzt und das Augenmerk vor allem auf ihre Deutung gelegt. So schreibt Alfred Bertholet in seinem Wörterbuch der Religionen, die hl. Prostitution sei namentlich in semitischen und kleinasiatischen Kulturen „üblich“ gewesen, und erklärt sie danach als „Ausdruck opfernder Selbsthingabe an die Gottheit“. Kurt Goldammer behauptet in seinem Werk Die Formenwelt des Religiösen: „Die Tempel vieler orientalischer Kulte waren im Rahmen regulärer sakraler Prostitution mit Gottesdienerinnen verschiedenen Ranges gefüllt.“. Dies sei eine vermittelnde Funktion der priesterlichen Frau gewesen. Noch 2019 ging der katholische Regensburger Bischof Rudolf Voderholzer hinsichtlich der Diskussion um eine Frauenordination von der traditionellen Deutung aus. In der Antike sei das weibliche Priestertum durchaus bekannt gewesen: „Ihr Dienst war oft verbunden mit der Tempelprostitution als Darstellung der Fruchtbarkeit der Erde.“
Renate Jost meint dagegen, dass solche Texte „in polemischem oder erzählerisch-unterhaltendem Interesse auch an der Exotik anderer Völker geschrieben wurden“ und dass deshalb „nur bedingt davon die Rede sein kann, dass Tempelprostitution hier als Phänomen historisch verbürgt sei“.
Nach einer jüngeren Untersuchung sei die Existenz der Tempelprostitution im Altertum durch zahlreiche Zirkelschlüsse etabliert worden, in denen die jeweils als gesichert geltende Annahme einer Tempelprostitution in anderen Gebieten die lokale Existenz dieser Einrichtung absicherte. Nur in Indien lässt sich eine Art von Tempelprostitution nachweisen, die allerdings nicht mit wechselnden Partnern stattfand, sondern mit jeweils einem Partner über längere Zeit, und die damit eher ein Mätressentum darstellte.